# Waberthwaite
Waberthwaite är en by och en civil parish i i Storbritannien. Den ligger i grevskapet Cumbria och riksdelen England, i den centrala delen av landet, 400 km nordväst om huvudstaden London. Orten har 274 invånare (2001). Den har en kyrka.
Klimatet i området är tempererat. Årsmedeltemperaturen i trakten är 6 °C. Den varmaste månaden är juni, då medeltemperaturen är 12 °C, och den kallaste är januari, med −2 °C.